# Risques pour la santé et la sécurité liés à l'impression 3D
 (novembre 2023).
La mise en forme du texte ne suit pas les recommandations de Wikipédia : il faut le « wikifier ».
Les points d'amélioration suivants sont les cas les plus fréquents. Le détail des points à revoir est peut-être précisé sur la page de discussion.
- Les titres sont pré-formatés par le logiciel. Ils ne sont ni en capitales, ni en gras.
- Le texte ne doit pas être écrit en capitales (les noms de famille non plus), ni en gras, ni en italique, ni en « petit »…
- Le gras n'est utilisé que pour surligner le titre de l'article dans l'introduction, une seule fois.
- L'italique est rarement utilisé : mots en langue étrangère, titres d'œuvres, noms de bateaux, etc.
- Les citations ne sont pas en italique mais en corps de texte normal. Elles sont entourées par des guillemets français : « et ».
- Les listes à puces sont à éviter, des paragraphes rédigés étant largement préférés. Les tableaux sont à réserver à la présentation de données structurées (résultats, etc.).
- Les appels de note de bas de page (petits chiffres en exposant, introduits par l'outil «  Source ») sont à placer entre la fin de phrase et le point final[comme ça].
- Les liens internes (vers d'autres articles de Wikipédia) sont à choisir avec parcimonie. Créez des liens vers des articles approfondissant le sujet. Les termes génériques sans rapport avec le sujet sont à éviter, ainsi que les répétitions de liens vers un même terme.
- Les liens externes sont à placer uniquement dans une section « Liens externes », à la fin de l'article. Ces liens sont à choisir avec parcimonie suivant les règles définies. Si un lien sert de source à l'article, son insertion dans le texte est à faire par les notes de bas de page.
- La présentation des références doit suivre les conventions bibliographiques. Il est recommandé d'utiliser les modèles {{Ouvrage}}, {{Chapitre}}, {{Article}}, {{Lien web}} et/ou {{Bibliographie}}. Le mode d'édition visuel peut mettre en forme automatiquement les références.
- Insérer une infobox (cadre d'informations à droite) n'est pas obligatoire pour parachever la mise en page.

Pour une aide détaillée, merci de consulter Aide:Wikification.
Si vous pensez que ces points ont été résolus, vous pouvez retirer ce bandeau et améliorer la mise en forme d'un autre article.
 (novembre 2023).
La recherche sur les dangers de l’impression 3D pour la santé et la sécurité est récente et en développement en raison de l’augmentation de l’utilisation et des achats d’appareils d’impression 3D ces dernières années. En 2017, l'Agence européenne pour la sécurité et la santé au travail a publié un document de discussion sur les processus et les matériaux impliqués dans l'impression 3D, les implications potentielles de cette technologie sur la santé et sécurité au travail et les pistes de contrôle de ces dangers potentiels.

## Risques

### Émissions
Les émissions des imprimantes à filament fondu peuvent contenir un grand nombre de très fines particules  et de composés organiques volatils (COV),,. La toxicité de ces émissions peut varier selon la source du matériau en raison des différences de taille, de propriétés chimiques et de quantité de particules émises. Une exposition excessive aux COV peut provoquer une irritation des yeux, du nez et de la gorge, des maux de tête, une perte de la coordination et des nausées. Certaines des émissions chimiques des imprimantes à filament fondu ont également été liées à l'asthme,. D'après des études vétérinaires, les nanotubes de carbone et les nanofibres de carbone qui sont parfois utilisés dans l'impression de filaments fondus peuvent provoquer des problèmes pulmonaires, notamment une inflammation, des granulomes et une fibrose pulmonaire, quand ils ont sous forme de nanoparticules. Une étude de National Institute for Occupational Safety and Health (NIOSH) a révélé que les émissions de particules provenant d'un filament fondu atteignaient leur maximum seulement quelques minutes après le début de l'impression et revenaient aux niveaux de référence 100 minutes après la fin de l'impression. Les travailleurs peuvent également transporter par inadvertance des particules à l'extérieur de leur lieu de travail sur leurs chaussures, leurs vêtements et leur corps, ce qui peut présenter un danger pour le public.
Les systèmes de frittage laser et de fusion par faisceau laser pour la manufacturation sont devenus plus abondant ces derniers temps. L'Institut pour la sécurité et la santé au travail (IFA), en collaboration avec des institutions d'assurance contre les accidents allemandes, ont mené un programme sur la mesure de l'exposition par inhalation à des substances dangereuses lors du soudage par dépôt laser et lors de la fusion par faisceau laser avec des aciers alliés et des alliages à base de nickel, d'aluminium et de titane. Aucun composé de chrome (VI) n'a été détecté dans l'air du lieu de travail lorsque des matériaux contenant du chrome ont été travaillés. De plus, les critères d'évaluation ont été respectés lors du traitement avec d'autres poudres métalliques. Cela est expliqué notamment par le fait que les machines fonctionnent généralement avec une encapsulation ou une aspiration des poussières afin d'obtenir la qualité de produit requise. Étant donné que de nombreuses étapes de travail avant et après le processus, y compris la manipulation de poudre ou de pièces en poudre, sont effectuées manuellement ou semi-automatiquement, il existe des effets considérables sur le degré d'exposition par inhalation et les valeurs mesurées peuvent donc varier considérablement. Il est alors difficile d’élaborer des mesures adaptées à ces processus.
Les émissions de nanoparticules de carbone et les procédés utilisant des poudres métalliques sont hautement combustibles et augmentent le risque d'explosions de poussières. Au moins un cas de blessure grave a été constaté à la suite d'une explosion impliquant des poudres métalliques utilisées pour l'impression de filaments fondus.

### Autre
Les risques supplémentaires sont les brûlures causées par des surfaces chaudes telles que les lampes et les blocs de tête d'impression, l'exposition aux lasers ou aux rayons ultraviolets, les chocs électriques, les blessures causées par des pièces mobiles, ainsi que problèmes d’audition causés par le bruit et les risques ergonomiques,. D'autres préoccupations concernent l'exposition aux gaz et aux matériaux, en particulier les nanomatériaux, la manipulation des matériaux, l'électricité statique, les pièces mobiles et la pression.
Des risques pour la santé et la sécurité existent également du fait des activités de post-traitement effectuées pour parfaire les pièces après leur impression. Ces activités de post-traitement peuvent être des bains chimiques, du ponçage, du polissage ou l'exposition à la vapeur pour affiner la finition en surface, ainsi que des techniques générales de fabrication soustractive telles que le perçage, le fraisage ou la modification de la géométrie imprimée. Toutes les techniques visant à retirer du matériau de la pièce imprimée peut potentiellement générer des particules qui peuvent être inhalées ou provoquer des blessures aux yeux si un équipement de protection individuelle approprié n'est pas utilisé, tel que des respirateurs ou des lunettes de sécurité. Les bains caustiques sont aussi souvent utilisés pour dissoudre le matériau de support utilisé lors de certaines impressions 3D ce qui permet d'imprimer des formes plus complexes. Ces bains nécessitent un équipement de protection individuelle adaptés pour éviter les blessures à la peau exposée.
Étant donné que l’imagerie 3D crée des objets grâce à la fusion des matériaux, il existe un risque de séparation des couches dans certains appareils fabriqués à l’aide de l’imagerie 3D. Par exemple, en janvier 2013, la société américaine de dispositifs médicaux DePuy a été dans l’obligation de rappeler ses systèmes d’arthroplastie du genou et de la hanche. Les appareils étaient fabriqués à partir de couches de métal et des copeaux s'étaient détachés, ce qui risquait de nuire à la santé du patient.

## Contrôle des risques

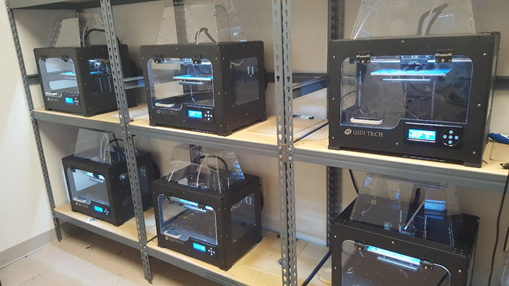
Imprimantes 3D avec les couvercles et portes en plastique fournis par le fabricant, qui sont des exemples de contrôles techniques

Le contrôle des risques incluent l'utilisation de couvercles et de boîtiers complets fournis par le fabricant, l'utilisation d'une ventilation adéquate, l'éloignement des travailleurs de l'imprimante, l'utilisation de respirateurs, l'arrêt de l'imprimante en cas de bourrage et l'utilisation d'imprimantes avec des filaments à faible émissions de particules.L'équipement de protection individuelle (EPI) s'est avéré être la méthode de contrôle la moins désirable, avec une recommandation selon laquelle il ne doit être utilisé que pour ajouter une protection supplémentaire en le combinant avec une protection approuvée comme étant efficace contre les émissions.

## Réglementation sanitaire
Bien qu'il n'existe aucune limite d'exposition professionnelle spécifique aux émissions des imprimantes 3D, certains matériaux utilisés dans l'impression 3D tels que les nanofibres de carbone et les nanotubes de carbone, ont eu des limites d'exposition professionnelle à la taille des nanoparticules établies,.
À partir de mars 2018, le gouvernement américain a établi des règles et normes pour les émissions des imprimantes 3D pour un nombre limité de composants. Mais les quelques normes établies concernent uniquement les conditions d'usine, et non celles à la maison ou dans d'autres environnements dans lesquels les imprimantes sont susceptibles d'être utilisées.